# Aeroporto Internacional de Kansas City
O Aeroporto Internacional de Kansas City (IATA: MCI, ICAO: KMCI, FAA LID: MCI), originalmente chamado de Aeroporto Internacional Mid-Continent é um aeroporto público localizado em Kansas City, no Condado de Platte, Missouri, Estados Unidos. Em 2007, mais de doze milhões de passageiros utilizaram o aeroporto, tornando-o 37º mais movimentado da América do Norte. 
A maior empresa aérea do aeroporto é a Southwest Airlines que opera um grande número de voos diários, o aeroporto também serve como o segundo hub da Frontier Airlines.

## Galeria

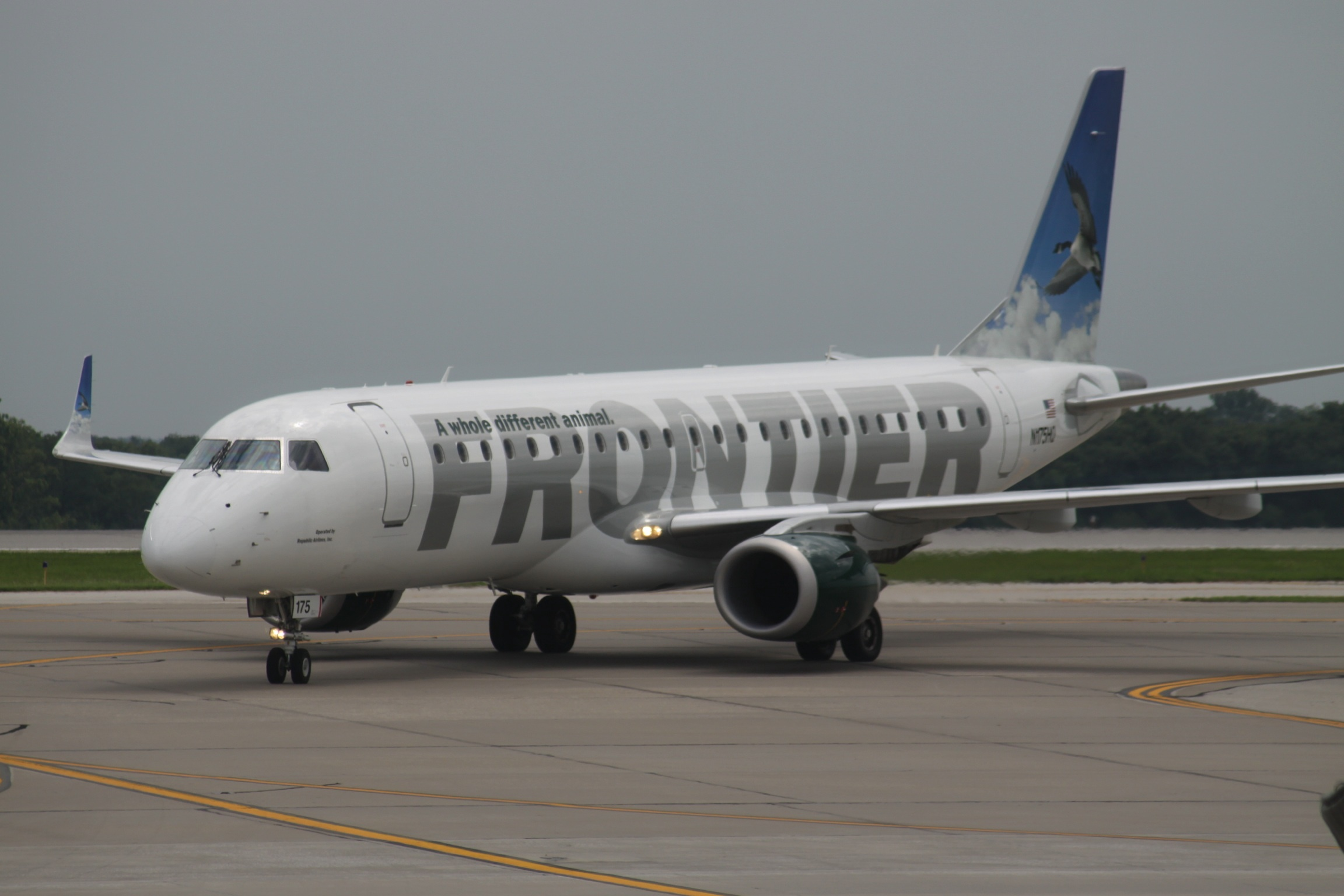
Embraer 190 da Frontier Airlines na pista do aeroporto
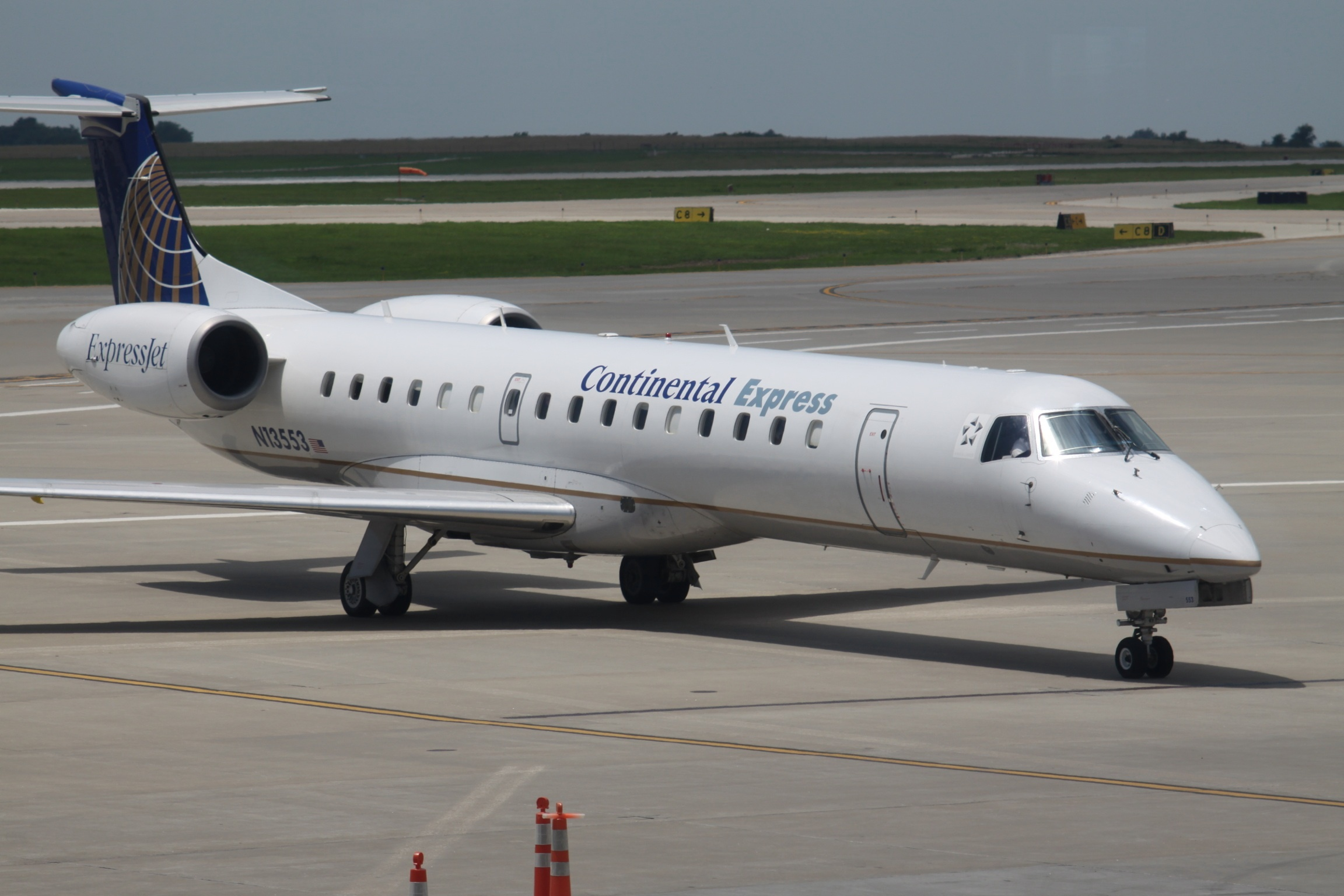
Embraer ERJ-145 da Continental no aeroporto.
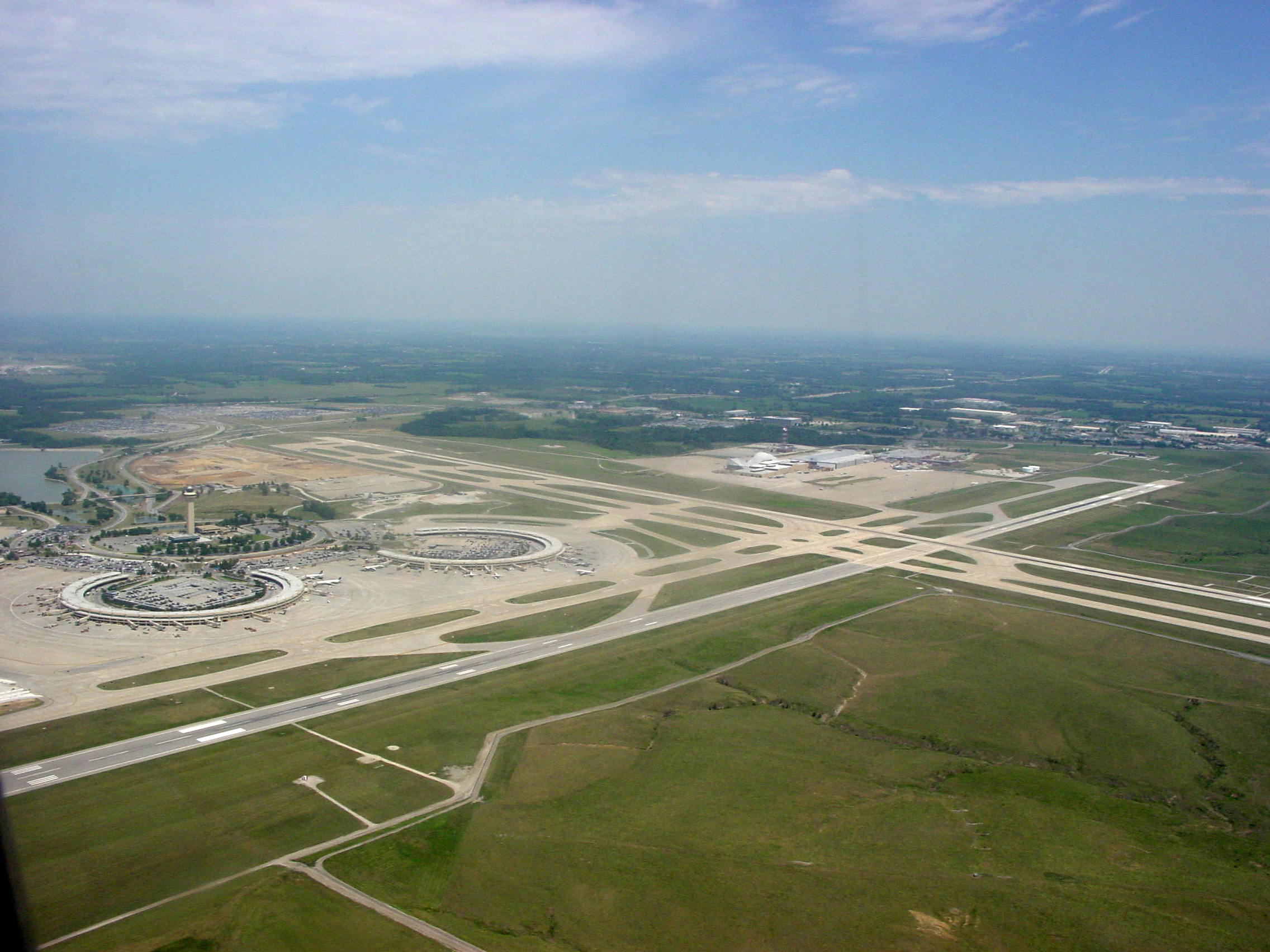
Vista do Aeroporto Internacional de Kansas City